# Waag (Langweer)

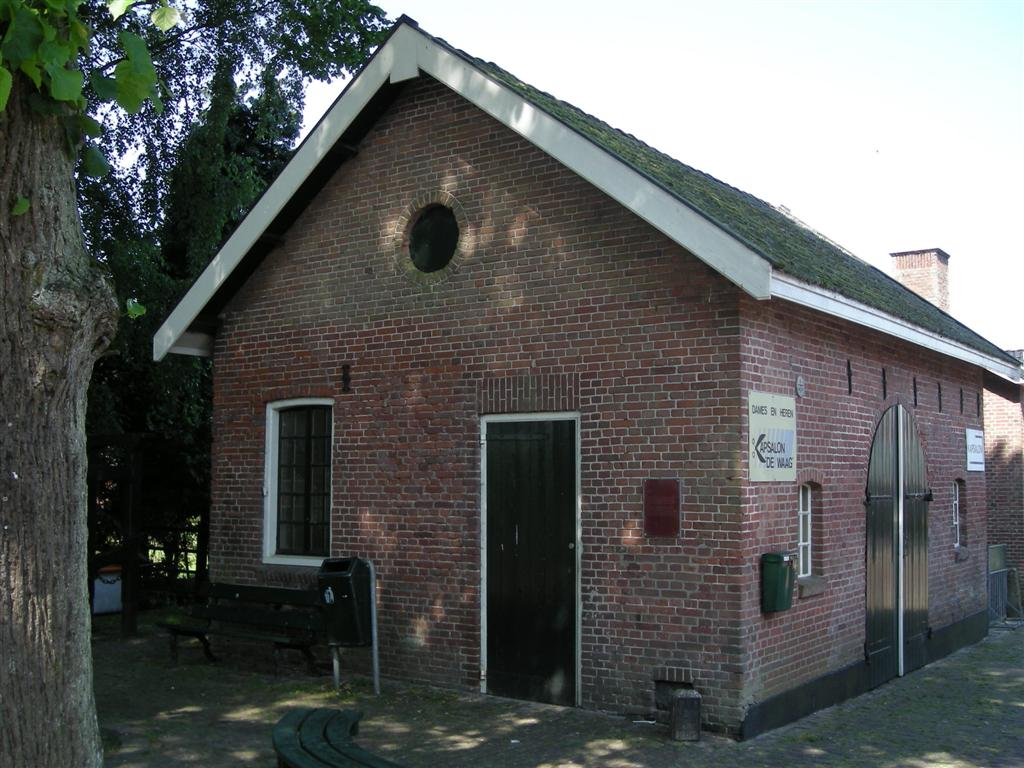
Waag Langweer

De waag van Langweer werd in 1879 gebouwd ten behoeve van de boter- en kaashandel. Het verving een eerder bouwwerk dat achter de herberg ‘de Drie Zwaantjes’ stond. Al in de zestiende eeuw was er een waag in Langweer.
Het waaggebouwtje heeft tot 1906 als waag gefunctioneerd. Daarna werd het onder andere als opslagplaats gebruikt. Er is nu een kapsalon in gevestigd.
Bolsward · 
Dokkum ·
Franeker ·
Gorredijk ·
Harlingen ·
Hindeloopen ·
Kollum ·
Langweer ·
Leeuwarden ·
Leeuwarden (beurs) ·
Lemmer ·
Makkum ·
Oldeboorn ·
Sloten ·
Workum